# 愛知県道67号名古屋祖父江線
愛知県道67号名古屋祖父江線（あいちけんどう67ごう なごやそぶえせん）は、愛知県名古屋市西区から稲沢市に至る主要地方道である。

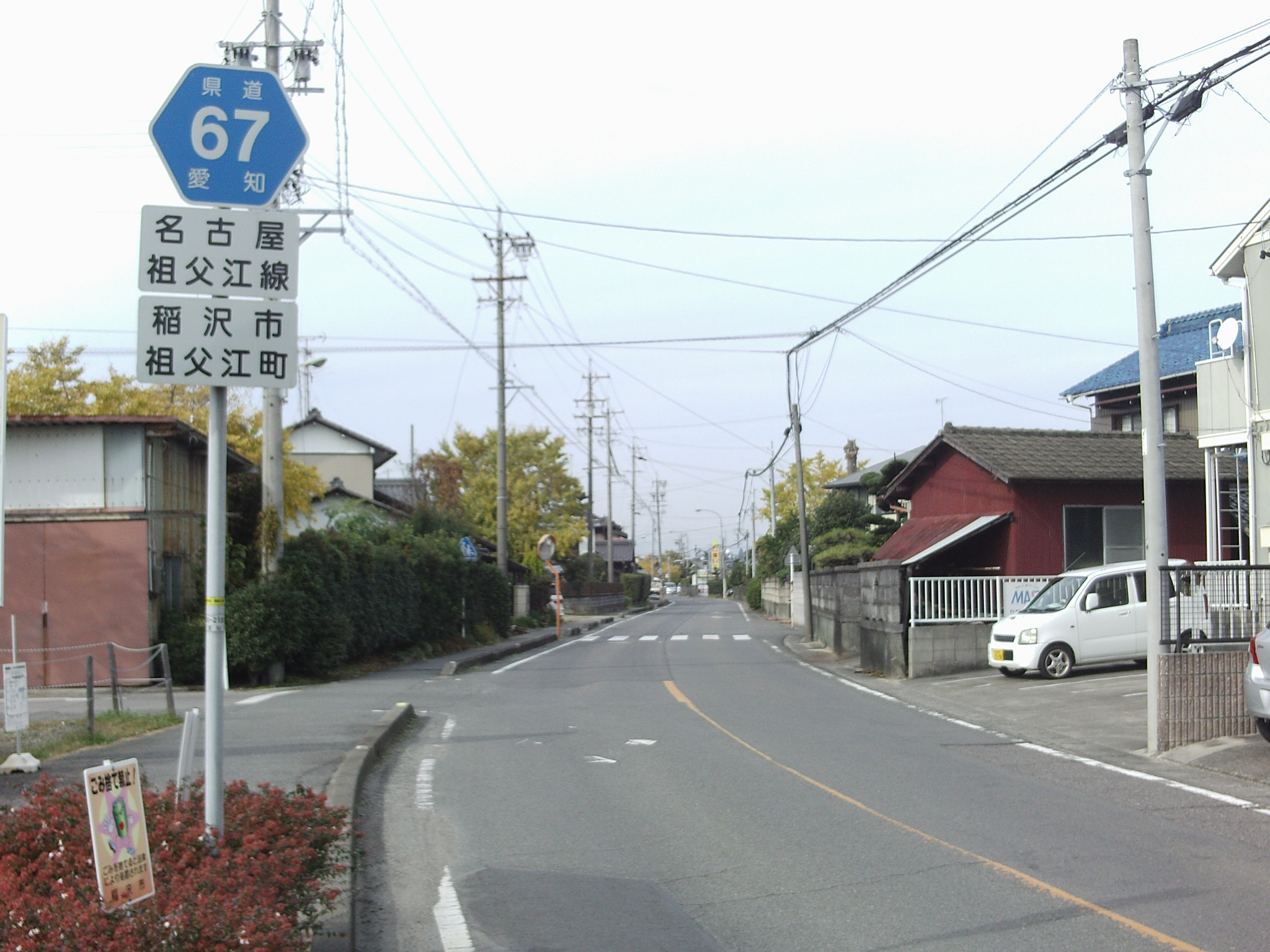
稲沢市祖父江地区の市域側。

## 概要
名古屋市や清須市内は民家や工場が沿道に建ち並んでいるが、稲沢市に入ると市の郊外を通るため、田畑ばかりの風景となる。終点の稲沢市祖父江町祖父江は旧中島郡祖父江町の中心部だったところである。
かつての国道22号の一部であり、日本で初めてといわれる横断歩道橋（西枇杷島町横断歩道橋）が設置されていた。

### 路線データ
- 起点：愛知県名古屋市西区栄生3丁目（上更交差点）
- 終点：愛知県稲沢市祖父江町祖父江（祖父江高熊交差点）

## 沿革
- 1956年4月14日：認定。
- 2022年3月29日：正楽橋 (25 m) の架け替え工事が完成し、開通[2]。

## 別名
- 上更通（名古屋市西区）
- 美濃街道（清須市、稲沢市）
- 吉例街道（清須市、稲沢市）
- 岐阜街道（清須市）
- 御鮨街道（清須市）
- 旧国道22号（名古屋市西区、清須市）

## 通過する自治体
- 愛知県
  - 名古屋市（西区）
  - 清須市
  - 稲沢市

## 接続する道路
- 国道22号（菊ノ尾通）（上更交差点）
- 名古屋市道名古屋環状線（上更交差点）

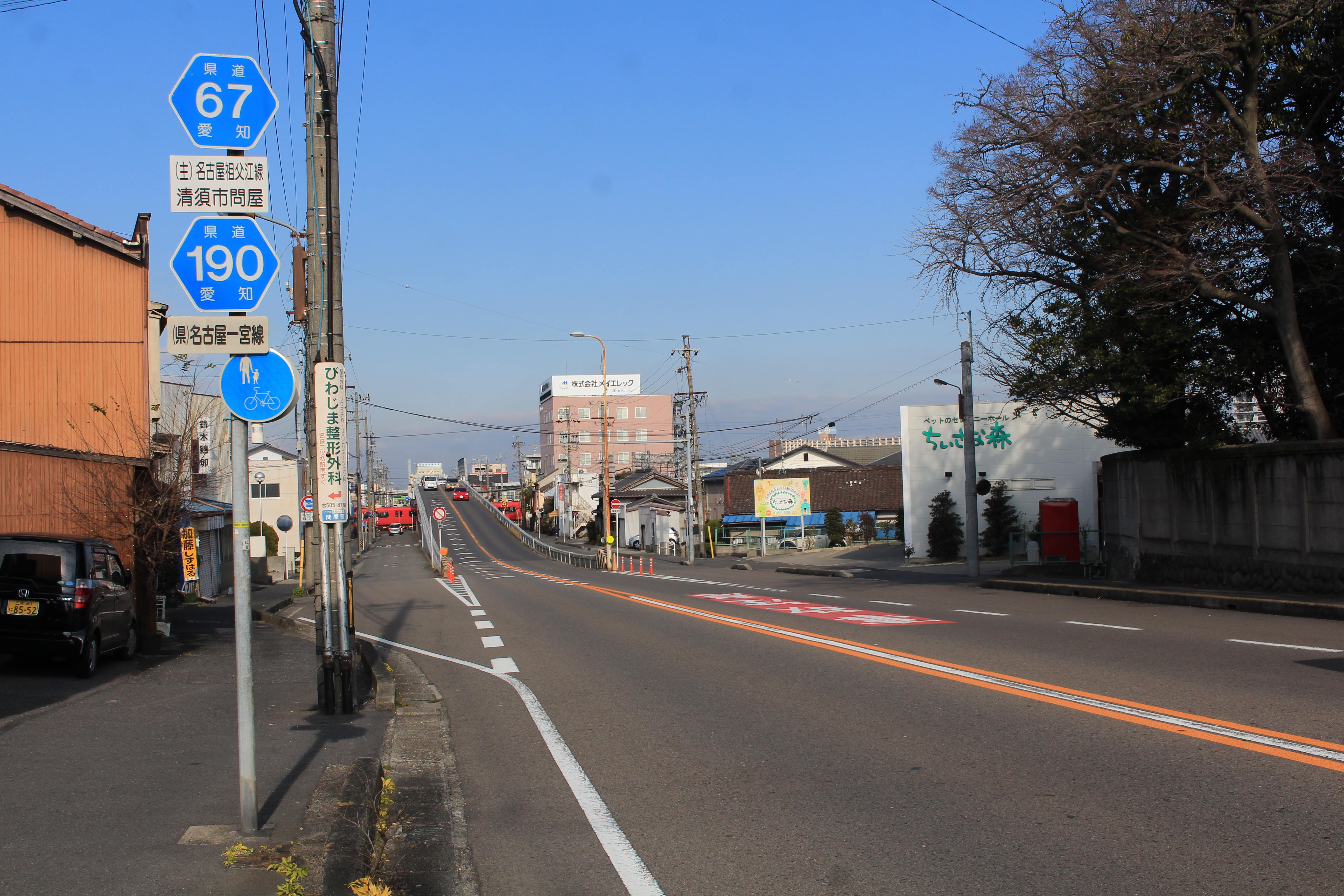
愛知県道67号名古屋祖父江線と愛知県道190号名古屋一宮線との重複区間、枇杷島橋北側の名鉄名古屋本線の陸橋、愛知県清須市問屋

- 愛知県道190号名古屋一宮線（岐阜街道、鮎鮨街道）（枇杷島2交差点 - 清洲中学校前交差点で重複）
- 愛知県道106号鳥ヶ地新田名古屋線（西区枇杷島町柳場地内：枇杷島橋南詰）
- 愛知県道162号松河戸西枇杷島線（問屋町交差点）
- 愛知県道126号給父西枇杷島線（二見交差点）
- 愛知県道59号名古屋中環状線（新川大橋北交差点）
- 愛知県道127号助七西田中線（新川大橋北交差点 / 長者橋東交差点）
- 愛知県道142号新清洲停車場線（清洲橋交差点 / 長者橋上で重複）
- 愛知県道153号浅井清須線（清洲橋交差点）
- 国道302号（名古屋環状2号線）・愛知県道136号一宮清須線（清洲中学校前交差点）
- 国道302号（名古屋環状2号線）（廻間交差点）
- 愛知県道139号須成七宝稲沢線（高重交差点 - 北島皿屋敷交差点で重複）
- 愛知県道65号一宮蟹江線（西尾張中央道）（梅須賀交差点）
- 愛知県道121号津島稲沢線（矢合口交差点）
- 国道155号（片原一色交差点）
- 愛知県道458号一宮弥富線（巡見街道）（巡見北交差点）
- 愛知県道512号給父稲沢線（本郷西交差点）
- 愛知県道133号稲沢祖父江線（稲沢市祖父江町山崎地内）
- 愛知県道129号一宮津島線（祖父江高熊交差点、上牧交差点）

## 沿線
- 枇杷島スポーツセンター
- 名鉄名古屋本線 東枇杷島駅
- 名鉄名古屋本線 西枇杷島駅
- 西枇杷島町横断歩道橋
- 清須市立西枇杷島小学校
- 枇杷島郵便局
- 西枇杷島警察署
- 明電舎名古屋事業所
- 清須市立星の宮小学校
- キリンビール名古屋工場
- 清須市立清洲東小学校
- 清須市立清洲小学校
- ヨシヅヤ清洲店
- 稲沢市立大里西小学校
- 稲沢市立片原一色小学校
- 平和堂祖父江店